# Black Sash

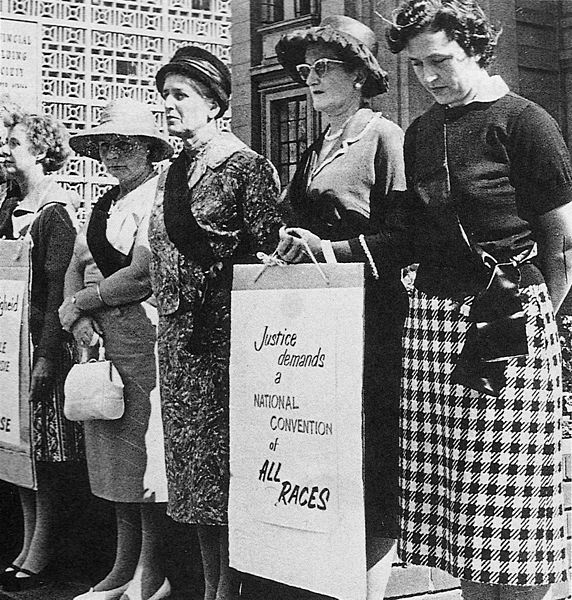
Militantes du Black Sash

Le mouvement des Black Sash (écharpe noire), appelé à l'origine Woman's Defence of the Constitution League, est une organisation humanitaire de femmes d'Afrique du Sud. Il fut fondé en 1955 par Jean Sinclair et des femmes blanches anglophones de la classe moyenne et aisée pour protester contre les modifications constitutionnelles en cours et contre la suppression de la franchise électorale des populations coloureds de la province du Cap.
Entre 1955 et 1994, le Black Sash a été un mouvement emblématique de l'existence d'une résistance de la population blanche à l'apartheid.

## Historique
L'origine du Black Sash est une pétition présentée au maire de Johannesburg par six femmes blanches pour protester contre les réformes électorales en cours visant notamment à renforcer le poids politique du parti national au Sénat afin, à terme, de pouvoir modifier le South Africa Act (la constitution d'Afrique du Sud). La manifestation qu'elles organisèrent rassembla plus de 18 000 personnes. La Woman's Defence of the Constitution League, qui fut alors formée, organisa alors une nouvelle pétition qui recueillit plus de 100 000 signatures et qui fut présentée au premier ministre Johannes Strijdom. Indépendante des partis politiques, la ligue s'opposait alors à une modification de la constitution qui éloignait les perspectives d'alternance politique et asseyait durablement le parti national au pouvoir. Proche des Torch commando, la Woman's Defence of the Constitution League utilisa des moyens similaires pour se faire entendre du gouvernement (manifestations, pétitions) et s’efforça d'être présente à chaque déplacement des ministres. Se plaçant sur leur passage, les militantes portaient un chapeau, des gants blancs et une écharpe noire en signe de deuil de la constitution.
Le mouvement prend le nom de Black Sash lors de son congrès à Bloemfontein en 1956. Il manifeste par la suite contre les laissez-passer imposés aux populations noires et contre l'introduction des autres mesures prises dans le cadre de la mise en œuvre de la législation de l'apartheid. Étant blancs, ses membres bénéficiaient des privilèges accordés à leur classification raciale pour pouvoir manifester et protester contre la politique du gouvernement.
Après les élections de 1958, le Black Sash s'éloigna du parti uni pour se rapprocher du nouveau parti progressiste. Il opta également pour des options plus radicales, demandant l'établissement d'une nouvelle constitution, et en 1960 adopta la déclaration universelle des droits de l'homme. Bien qu'ayant perdu un très grand nombre de ses militants en trois ans, le mouvement survécut autour d'un noyau de membres dévoués.
Le mouvement de résistance du Black Sash a pris fin au début des années 1990 avec la fin de l'apartheid, la levée de l'interdiction du congrès national africain et la libération de Nelson Mandela. Son rôle dans la lutte contre l'apartheid a été reconnu par ce dernier et par les dirigeants politiques ultérieurs.
En 1995, le mouvement est devenu une organisation humanitaire non raciale. Elle demeure une organisation de femmes bien que les hommes puissent maintenant être membres associés. Black Sash comprend environ 2 500 membres.

## Membres fondateurs
- Jean Sinclair
- Ruth Foley
- Elizabeth McLaren
- Tertia Pybus
- Jean Bosazza
- Helen Newton-Thompson.

## Sources
- William Bellamy, Une Identité nouvelle pour l'Afrique du Sud, Publications de la Sorbonne, 1996, p. 49 et s.
- Historique sur SAHO